# Abrothallus
Abrothallus, rod gljiva iz divizije Ascomycota tek u novije vrijeme (2014.) uključen u novi red Abrothallales, dio podrazreda Pleosporomycetidae, i vlastitu porodicu Abrothallaceae
Rod je prvi puta opisan 1845.

## Vrste
1. Abrothallus acetabuli Diederich
2. Abrothallus boomii Pérez-Ort. & Suija
3. Abrothallus brattii (S.Y.Kondr.) Suija & Pérez-Ort.
4. Abrothallus bryoriarum Hafellner
5. Abrothallus caerulescens I.Kotte
6. Abrothallus canariensis Pérez-Ort., van den Boom & Suija
7. Abrothallus cetrariae I.Kotte
8. Abrothallus cladoniae R.Sant. & D.Hawksw.
9. Abrothallus curreyi Linds.
10. Abrothallus doliiformis Pérez-Ort. & Suija
11. Abrothallus eriodermae Suija, Etayo & Pérez-Ort.
12. Abrothallus ertzii Suija & Pérez-Ort.
13. Abrothallus etayoi Pérez-Ort. & Suija
14. Abrothallus granulatae Wedin
15. Abrothallus halei Pérez-Ort., Suija, D.Hawksw. & R.Sant.
16. Abrothallus heterodermiicola Etayo & F.Berger
17. Abrothallus hypotrachynae Etayo & Diederich
18. Abrothallus kamchatica (Zhurb. & Stepanch.) Pérez-Ort. & Suija
19. Abrothallus lobariae (Diederich & Etayo) Diederich & Ertz
20. Abrothallus macrosporus Etayo & R.Sant.
21. Abrothallus microspermus Tul.
22. Abrothallus nephromatis Suija & Pérez-Ort.
23. Abrothallus niger Etayo
24. Abrothallus parmeliarum (Sommerf.) Arnold
25. Abrothallus parmotrematis Diederich
26. Abrothallus peyritschii (Stein) I.Kotte
27. Abrothallus pezizicola Diederich & R.C.Harris
28. Abrothallus prodiens (Harm.) Diederich & Hafellner
29. Abrothallus psoromatis (Zhurb. & U.Braun) Diederich & Zhurb.
30. Abrothallus puntilloi Brackel
31. Abrothallus ramalinae Diederich
32. Abrothallus santessonii (D.Hawksw.) A.Suija, D.Hawksw. & Pérez-Ort.
33. Abrothallus secedens Wedin & R.Sant.
34. Abrothallus stereocaulorum Etayo & Diederich
35. Abrothallus stictarum Etayo
36. Abrothallus stroblii Hafellner
37. Abrothallus suecicus (Kirschst.) Nordin
38. Abrothallus teloschistis Brackel, Pérez-Ortega & Suija
39. Abrothallus tulasnei M.S.Cole & D.Hawksw.
40. Abrothallus usneae Rabenh.
41. Abrothallus welwitschii Mont.